# Massacre de Nikolaev
O Massacre de Nikolaev, foi um massacre ocorrido entre 16 e 30 de setembro de 1941, durante a Segunda Guerra Mundial, que resultou na morte de 35.000 cidadãos soviéticos, a maioria judeus, na cidade de  Mykolaiv ou Nikolaev, presentemente na Ucrânia.